# San Martino Alfieri
San Martino Alfieri là một đô thị ở Province of Asti in the Italian region Piedmont, có khoảng cách khoảng 45 km về phía đông nam của Torino và khoảng 11 km về phía tây nam của Asti. Tại thời điểm ngày 31 tháng 12 năm 2004, đô thị này có dân số 717 người và diện tích là 7,4 km².
Đô thị San Martino Alfieri có các frazioni (các đơn vị cấp dưới, chủ yếu là các làng) Firano, Garibaldi, Quaglia, Marelli, và Fagnani.
San Martino Alfieri giáp các đô thị: Antignano, Costigliole d'Asti, Govone, và San Damiano d'Asti.